# 埃贝哈德 (巴伐利亚公爵)
埃贝哈德（Eberhard, Duke of Bavaria，?—?），利奥波丁家族的巴伐利亚公爵阿努尔夫的长子和继承人。937年继位，938年就被国王奥托一世罢黜并放逐。
933/934年由于其母亲温罗香格家族的血脉，埃贝哈德被卷入混乱的意大利王位继承纷争中。前国王勃艮第的鲁道夫二世的支持者们拥护他为伦巴第铁王冠的继承人以对抗新王普羅旺斯的烏戈。阿努尔夫为此远征维罗纳，但是最终失败。935年埃贝哈德被父亲指定为继承人。这一任命得到了当时国王亨利一世的首肯。当年七月巴伐利亚的贵族也来到巴特赖兴哈尔对世子效忠。差不多与此同时埃贝哈德娶妻柳特加德。
936年亨利一世去世，传位奥托。937年阿努尔夫也去世，其后埃贝哈德低调继位。奥托致力于加强王权，试图取消先王赋予巴伐利亚公国的特权，使得二人很快势同水火。938年春季和秋季双方发生两次会战，奥托打败了埃贝哈德并将其放逐，改立其叔叔贝特霍尔德。埃贝哈德此后的事迹不见于史，有可能死于940年，或者逃亡匈牙利，甚至协助了953年士瓦本公爵鲁道夫和洛林公爵康拉德的叛乱。